# Sune Bergström
Sune Karl Bergström (Stoccolma, 10 gennaio 1916 – Stoccolma, 15 agosto 2004) è stato un biochimico svedese, premio Nobel per la medicina nel 1982, insieme al connazionale Bengt Samuelsson e al farmacologo britannico John Vane, per i suoi studi sulle prostaglandine.

## Biografia
Bergström si sposò nel 1943 con Maj Gernandt, dalla quale ebbe un figlio nato nel 1955. Ebbe anche una relazione con la chimica estone Karin Pääbo, con la quale lavorò per un certo periodo e dalla quale ebbe un figlio, Svante Pääbo, genetista evolutivo che lavora a Lipsia, nato anch'egli nel 1955. Il primo figlio scoprì del fratellastro solo nel 2004, poco prima della morte di Bergström. Svante Pääbo è stato insignito del Premio Nobel per la Medicina nel 2022, proprio come suo padre 40 anni prima.